# Celosterna
Celosterna är ett släkte av skalbaggar. Celosterna ingår i familjen långhorningar.
Kladogram enligt Catalogue of Life:
| Celosterna | \| \| Celosterna fabricii \| \| \| \| \| \| Celosterna fasciculata \| \| \| \| \| \| Celosterna javana \| \| \| \| \| \| Celosterna luteopubens \| \| \| \| \| \| Celosterna perakensis \| \| \| \| \| \| Celosterna pollinosa \| \| \| \| \| \| Celosterna pulchellator \| \| \| \| \| \| Celosterna ritsema \| \| \| \| \| \| Celosterna rouyeri \| \| \| \| \| \| Celosterna scabrator \| \| \| \| \| \| Celosterna stolzi \| \| \| \| \| \| Celosterna variegata \| \| \| \| |
|            | \| \| Celosterna fabricii \| \| \| \| \| \| Celosterna fasciculata \| \| \| \| \| \| Celosterna javana \| \| \| \| \| \| Celosterna luteopubens \| \| \| \| \| \| Celosterna perakensis \| \| \| \| \| \| Celosterna pollinosa \| \| \| \| \| \| Celosterna pulchellator \| \| \| \| \| \| Celosterna ritsema \| \| \| \| \| \| Celosterna rouyeri \| \| \| \| \| \| Celosterna scabrator \| \| \| \| \| \| Celosterna stolzi \| \| \| \| \| \| Celosterna variegata \| \| \| \| |
|            | Celosterna fabricii |
|            | |
|            | Celosterna fasciculata |
|            | |
|            | Celosterna javana |
|            | |
|            | Celosterna luteopubens |
|            | |
|            | Celosterna perakensis |
|            | |
|            | Celosterna pollinosa |
|            | |
|            | Celosterna pulchellator |
|            | |
|            | Celosterna ritsema |
|            | |
|            | Celosterna rouyeri |
|            | |
|            | Celosterna scabrator |
|            | |
|            | Celosterna stolzi |
|            | |
|            | Celosterna variegata |
|            | |